# 阿里索納 (阿特蘭蒂達省)
15°41′N 87°20′W / 15.683°N 87.333°W
阿里索納（西班牙語：Arizona），是洪都拉斯的城鎮，位於該國北部，由阿特蘭蒂達省負責管轄，始建於1990年1月24日，面積530.80平方公里，海拔高度97米，2001年人口19,660，人口密度每平方公里37.04人。